# Portugal S.A.
Portugal S.A é um filme português dirigido por Ruy Guerra. Esteve em exibição nos cinemas em 2004, mas foi filmado em 2002. Contou como protagonistas os actores: Cristina Câmara e Diogo Infante.
Conta a história de um administrador de um importante grupo econômico-financeiro português, recentemente privatizado.

## Elenco
- Diogo Infante como Jacinto Pereira Lopes
- Cristina Câmara como Fátima Resende
- Henrique Viana como Alexandre Boaventura
- Ana Bustorff como Rosa Pereira Lopes
- José Eduardo
- João D'Ávila como Castro